# موسى الإسرائيلي
موسى الإسرائيلي (بالبولونية:Mojżesz ben Israel Isserles)،(بالعبري: משה בן ישראל איסרלישׂ)،(ولد في 1520 -  توفي في  1572)، هو أحد أبرز حاخامات اليهود الأشكناز البولنديين خلال القرن السادس عشر.